# Купер, Генри
Сэр Генри Уильям Купер (англ. Sir Henry William Cooper; 3 мая 1934, Лондон, Англия — 1 мая 2011, Окстед, Суррей, Англия) — английский боксёр-супертяжеловес. Дважды удостаивался звания «Спортсмен года» по версии BBC. Известен тем, что послал в нокдаун Мохаммеда Али, который еще носил имя Кассиус Клей, в июне 1963 года. Это произошло в 4 раунде боя, а в 5 раунде бой был остановлен из-за рассечения у Купера, и победа техническим нокаутом досталась Клею. После ухода из спорта работал на телевидении и радио.
Купер удостоен ордена Британской империи в 1969 году и посвящён в рыцари в 2000 году. Он был необычайно популярным в Великобритании, британцы дали ему прозвище «Наш Генри», на диалекте "кокни" - "Our 'Enry".

## Карьера
Выступая в супертяжелом весе, Купер всю карьеру весил всего около 85 кг. Будучи левшой Купер использовал правостороннюю стойку, с левой рукой и ногой вперёд. Он обладал исключительно мощным левым крюком. Считался самым популярным английским боксёром. Он начал боксёрскую карьеру в 1949 году как любитель, представлял Великобританию на Олимпийских играх 1952 года.
Становился чемпионом Великобритании, Содружества наций и чемпионом Европы.